# Ümit Korkmaz
Ümit Korkmaz (n. Viena, Austria, 17 de septiembre de 1985) es un futbolista austriaco-turco que juega de centrocampista y su equipo actual es el First Viena.

## Biografía
Korkmaz, hijo de emigrantes turcos, nació en Viena, pero tiene doble nacionalidad. Empezó su carrera futbolística en un equipo de su ciudad natal, el Rapid de Viena. Comenzó en las categorías inferiores hasta la primavera de 2006, en la que su club le hizo un contrato profesional. No llegó a debutar en liga hasta el 16 de septiembre. A partir de entonces se fue abriendo un hueco de titular en la banda izquierda. Conquistó un título de Liga en la temporada 2007-08.
En 2011 fichó por el Eintracht Frankfurt alemán.

### Selección nacional
Ha sido internacional con la selección de fútbol de Austria en 10 ocasiones. Su debut como internacional se produjo el 27 de mayo de 2008 en un partido contra Nigeria.
Fue convocado por su selección para disputar la Eurocopa de Austria y Suiza de 2008, donde participó en los tres partidos de su equipo en el torneo, en dos de ellos como titular.

## Clubes
| Club                | País     | Año         |
| ------------------- | -------- | ----------- |
| Rapid Viena         | Austria  | 2006 - 2008 |
| Eintracht Frankfurt | Alemania | 2008 - 2012 |
| VfL Bochum (cedido) | Alemania | 2011        |
| FC Ingolstadt 04    | Alemania | 2012 - 2014 |
| Çaykur Rizespor     | Turquía  | 2014 - 2016 |
| SKN St. Pölten      | Austria  | 2017        |
| FC Mauerwerk        | Austria  | 2017 - 2018 |
| First Viena         | Austria  | 2019 -      |

## Títulos
- 1 Bundesliga de Austria (Rapid de Viena, 2008)